# MacOS Server
macOS Server（マックオーエス サーバ）、OS X Server（オーエス テン サーバ）は、macOSへのアドオンアプリケーションであった。Mac OS X Server（マック オーエス テン サーバ）は、Appleが開発・販売する、単体のMacのサーバオペレーティングシステム (OS) であった。2022年4月21日、macOS Serverの提供が終了し、macOS Serverの新規購入・ダウンロードが出来なくなった。元からmacOS Serverを利用していた場合は、macOS Montereyにてアプリのダウンロードと利用ができる。

## 概要
macOS Serverは、macOSと同じ機能を持ち、さらにDNS (BIND)、POP3、IMAP(Dovecot)、SMTP(Postfix)、Mailing List (Mailman)、World Wide Web（Wiki、Blog、SquirrelMail→RoundCube）、iChat、iCal、SMB(Samba)、AFP、NFS、DHCP、Kerberos(Heimdal)、VPN(IPsec)、RADIUS、Open Directory、NetBoot、OpenSSL、QuickTime Streaming Server、Podcast プロデューサー、WebObjectsなど、多様かつ高度なサーバとしての機能とGUIによるリモートサーバ管理ツール（サーバ管理、ワークグループマネージャ、サーバアシスタント、Xgrid Adminなど）を合わせ持つ、Snow Leopard Server (Mac OS X Server 10.6) までは別製品のサーバ向けオペレーティングシステムであった。
2018年9月にリリースされたSever.app 5.7.1からは、プロファイルマネージャに特化している。

## 沿革
2022年4月21日、提供終了が発表された。
既にダウンロードしているユーザーはこれからも利用出来るが、新規インストールは出来ない。

## 特徴
最初に発売されたMac OS X Server 1.x系統と現在のMac OS X v10.xをベースとしたMac OS X Server v10.x系統は、GUIのみならずカーネルそのものやAPIの違いにより基本的に互換性のない別のシステムである。

### Mac OS X Server 1.0
- 1999年夏 - 最初のバージョン (Mac OS X Server 1.0) が発売された。

### Mac OS X Server 10.0
- 2001年3月 - Mac OS X Server v10.0が発売された。

### Mac OS X Server 10.1
- 2001年9月 - Mac OS X Server v10.1が発売された[4]。

### Mac OS X Server 10.2
- Mac OS X Server v10.2製品パッケージ2002年7月18日発表[5]

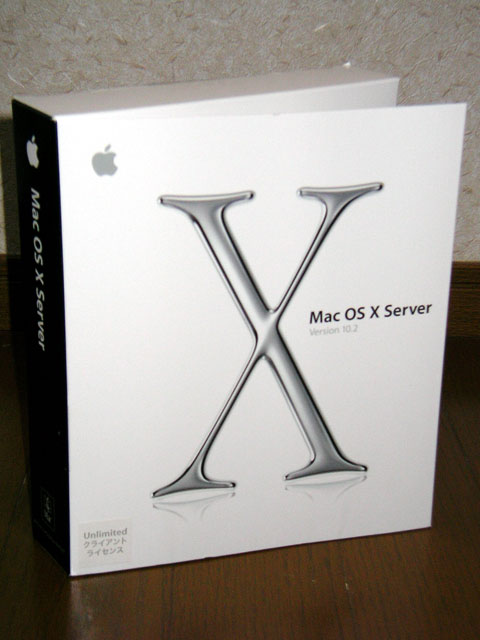
Mac OS X Server v10.2製品パッケージ

- 2002年8月24日 - Mac OS X Server v10.2 (Jaguar Server) が発売された。
  - Open Directoryが初めて実装された。
  - サーバ管理、ワークグループマネージャ、サーバモニタ、ネットワークイメージユーティリティ、Macintosh Manager[6]等がツールとして付属。
  - Mac OS X Server v10.2系列の最終バージョンは、10.2.8であり、セキュリティアップデートは2005年1月で終了している。

### Mac OS X Server 10.3
- 2003年10月 - Mac OS X Server v10.3 (Panther Server) が発売された[7]。
  - Mac OS X Server v10.3系列の最終バージョンは、10.3.9であり、セキュリティアップデートは2007年11月で終了している。

### Mac OS X Server 10.4
- 2005年4月 - Mac OS X Server v10.4 (Tiger Server) が発売された[8]。
- 2006年8月 - Universal Binary版 Mac OS X Server v10.4.7が発売された。
  - Mac OS X Server v10.4系列の最終バージョンは、10.4.11（2007年11月14日にリリース）である。
  - 2009年9月のSecurity Update 2009-005にて、セキュリティアップデートは終了した。

### Mac OS X Server 10.5
- 2007年10月26日 - UNIX®サーバオペレーティングシステム、Mac OS X Server v10.5 Leopard（Universal Binary版）が発売された[9]。
  - NEXTSTEPから引き継がれてきたディレクトリサービスのNetInfoは完全に排除され、Open DirectoryとdsLocalに置き換わった。
  - Mac OS X Server v10.5系列の最終バージョンは、10.5.8 v1.1(build 9L34)、2009年8月31日にリリースされたものである[10]。2009年8月5日にリリースされた10.5.8 (build 9L30) での問題点が修正されている。
  - 2011年6月のセキュリティアップデート 2011-004[11][12]にて、セキュリティアップデートは終了している。

### Mac OS X Server 10.6
- 2009年6月のWWDCにてSnow Leopard Serverが2009年9月にリリースされる予定と発表された。
- 2009年8月24日、Unilimitedクライアント版が￥53,800にて、同年8月28日より発売されると発表された[13]。
  - Mac OS X Server v10.6系列の最新バージョンは、10.6.8 v1.1 (build 10K549)、2011年7月25日にリリースされたものである2011年6月23日にリリースされた10.6.8 (build 10K540) での問題点が修正されている[14][15]。

### Lion Server 10.7 (1.0)
- Lion Server 10.7[16]は、2011年6月のWWDC当日、Lion Serverが2011年7月にMac App Storeにてリリースされる予定と発表、同年7月20日に発売された。
- Mac OS X Server v10.7系列の最新バージョンは、10.7.3 (build 11D50b)、2012年2月3日にリリースされたものである[17][18][19]。
- Server Admin Tools（サーバ管理ツール）はオプションとされ、別途ダウンロードが必要となった。

### OS X Server 2.0
- OS X Mountain Lionと同時に2012年7月にMac App Storeでリリースされた。このバージョンから名称が「OS X Server」になった。ワークグループマネージャ 10.8[20]を別途ダウンロードすることで利用できる。

### OS X Server 3.0
- OS X Mavericksと同時に2013年10月にMac App Storeでリリースされた。Server 3.0単体アプリケーションである[21]。Workgroup Manager 10.9[22]を別途ダウンロードすることで利用できる。

### OS X Server 4.0
- OS X Yosemiteと同時に2014年10月17日にMac App Storeでリリースされた。Workgroup Manager廃止。

### OS X Server 5.0.3
- 2015年9月17日にリリースされた。OS X YosemiteもしくはOS X El Capitanで動作する。

#### 5.0.4
- 2015年9月21日リリース。

#### 5.0.15
- 2015年10月21日リリース。

### OS X Server 5.1
- 2016年3月22日にリリースされた。

#### 5.1.5
- 2016年5月16日リリース。

#### 5.1.7
- 2016年7月18日リリース。

### macOS Server 5.2
- 2016年9月21日にリリースされた。OS X El CapitanもしくはmacOS Sierraで動作する。

### macOS Server 5.3
- 2017年3月28日にリリースされた。macOS Sierraで動作する。

### macOS Server 5.4
- 2017年9月26日にリリースされた。macOS SierraもしくはmacOS High Sierraで動作する。APFSボリューム、macOS High Sierra、iOS 11、tvOS 11に対応。

### macOS Server 5.5
- 2018年1月24日にリリースされた。macOS High Sierraで動作する。

### macOS Server 5.6
- 2018年3月30日にリリースされた。macOS High Sierraで動作する。Open Directory、プロファイルマネージャ、Xsan管理以外のオープンソースサービス管理機能が2018年秋に廃止との予告が表示される。

#### 5.6.1
- 2018年4月16日リリース。プロファイルマネージャの機能が、新しい制限、ペイロード、コマンドに対応した[23]。

#### 5.6.3
- 2018年9月17日リリース。

### macOS Server 5.7.1
- 2018年9月29日にリリースされた。macOS Mojaveで動作する。予告通り、プロファイルマネージャに特化し、Open DirectoryとXsan管理以外、他の機能やサービスは削除された[2]。

### macOS Server 5.8
- 2019年3月26日にリリースされた。macOS Mojaveで動作する。プロファイルマネージャの機能が、新しい制限、ペイロード、コマンドに対応した[23]。

### macOS Server 5.9
- 2019年10月8日にリリースされた。macOS Catalinaで動作する。プロファイルマネージャの機能が、追加・変更された、新しい制限、ペイロード、コマンドに対応した[23]。

### macOS Server 5.10
- 2020年4月1日にリリースされた。macOS Catalinaで動作する。プロファイルマネージャの機能が、追加・変更された、新しい制限、ペイロード、コマンドに対応した[23]。

### macOS Server 5.11
- 2020年12月14日にリリースされた。macOS Big Surで動作する。プロファイルマネージャの機能が、追加・変更された、新しい制限、ペイロード、コマンドに対応した[23]。

### macOS Server 5.12
- 2021年12月8日にリリースされた。macOS Montereyで動作する。プロファイルマネージャの機能が、追加・変更された、新しい制限、ペイロード、コマンドに対応し、GUIでのXsanの管理機能が削除されコマンドラインのみとなった[23]。
- 2022年4月21日、5.12.2として最終リリース[3]。macOS Montereyより後のバージョンでは動作しない[24]。

## 仕様
主要なアプリケーション
2018年秋に廃止された機能については、macOS Server 5.7.1 における変更点参照
- プロファイルマネージャ
- OpenDirectory
- Xsan (macOS Server 5.11まで、macOSへ統合)
- キャッシュサーバ (macOS Server 5.6.3まで)
- TimeMachine Server (macOS Server 5.3まで)
- ファイル共有 (macOS Server 5.3まで、macOSへ統合)
- プッシュ通知 (macOS Server 5.6.3まで)
- Wiki Server (macOS Server 5.6.3まで)
- Calendar Server (macOS Server 5.6.3まで)
- Contacts Server (macOS Server 5.6.3まで)
- DHCP (macOS Server 5.6.3まで)
- DNS (macOS Server 5.6.3まで)
- Mail Server (macOS Server 5.6.3まで)
- Message Server (macOS Server 5.6.3まで)
- NetInstall (macOS Server 5.6.3まで)
- Software Update Server (macOS Server 5.6.3まで)
- VPN Server (macOS Server 5.6.3まで)
- Xcode Server (macOS Server 5.3まで)